# العز بهدلة (فلم)
العز بهدلة فيلم دراما مصري لعام 1937 كتب القصة والسيناريو والحوار وقام بإخراجه توجو مزراحي، الفيلم من بطولة الثنائي الكوميدي شالوم وأحمد الحداد وتدور الأحداث حول شالوم وعبده وتغير حالهم بعد أن أصبحوا أغنياء حتى أنهم أصبحوا يفضلوا الفقر.
صدر الفيلم إلى دور العرض المصرية في 7 يناير 1937.
منح موقع قاعدة بيانات الأفلام على الإنترنت (IMDB) الفيلم درجة 5.7/ 10.
منح موقع قاعدة بيانات الأفلام العربية «السينما.كوم» الفيلم درجة 6.4/ 10.

## أحداث الفيلم
يعمل شالوم (شالوم) بائع أوراق يانصيب، أما صديقه عبده (أحمد الحداد) فهو صبي جزار، وهما يعيشان سويًا في حجرة فوق سطح أحد المباني التي تقطن فيها أسرة إستر (عدالات)، خطيبة شالوم، ووالدها سالمون (محمد السلاموني)، ووالدتها فيتوريا (فيكتوريا فارحي) وأسرة أمينة (روحية فوزي) خطيبة عبده، ووالدها إبراهيم (حسن صالح)، ووالدتها سنية (سعاد أحمد). يربط بين العائلتين روابط وثيقة، حيث يشتركون سويًا في كل أفراحهم وأحزانهم، وبعد وفاة الجزار حسن يوسف، يرث عبده حانوت الجزارة وكل أمواله بما أنه لا وريث له. يقتسم عبده الميراث مع صديقه شالوم، ويصبح بعدها عبده صاحب حانوت جزارة، ويصبح شالوم هو الآخر صاحب حانوت صرافة ولوترية (يانصيب). تزدهر أحوالهم، ويتزوج شالوم وعبده من إستر وأمينة. وفى يوم الصباحية يذهب شالوم لعمله ويمر به بائع الروبابيكيا ويعرض عليه ورقًا ثقيلا يصلح لوزن اللحمة، فيشتريه بثلاثة قروش من أجل صديقه عبده الذي يرفض أخذ الورق نظرًا لغلو ثمنه. ولكن هذه الأوراق كانت عبارة عن سندات لشركة المعادن التي أفلست منذ عشرة أعوام، وكانت السندات تشبه كثيرًا الشهادات العلمية، فيعلق شالوم إحداها على واجهة حانوته، ليبدو وكأنه حاصل على دبلومة علمية. يمر عليه منير خبير البنوك ويرى السند الخاص بشركته التي عادت للعمل مرة أخرى واصبح السند الواحد بمائة جنيه، فيشتريه منه بخمسة جنيهات ويبيعه للبنك، وفي اليوم التالي يمر عليه مرة أخرى ويشتري سند آخر بعشرة جنيهات، ويريد المزيد، ولكن يبدأ شالوم يشك في الامر، ويرفض الإفصاح عن وجود المزيد، ويتعقب الرجل حتى يراه يدخل البنك. يعرف شالوم سر السندات التي تباع بمبلغ كبير جداً، ويبيعها للبنك بمبلغ 650 ألف جنيه. يشترى شالوم بنكًا ويشرك معه عبده رداً لجميله عليه. يصبح الثنائي أصحاب بنك، ولكنهم يديرونه بدون علم، حيث أن حركة شراء وبيع السندات مع البنوك الأخرى تتم بالقرعة لعدم درايتهم بأعمال البنوك، والغريب أن هذه الطريقة كانت ناجحة مما دعا خبراء البنك من العاملين لإستخدامها. تنعم الأسرتين بخير شالوم وعبده ويستعينوا باثنين من التمرجية على أنهم أطباء والذين يستغلونهم ويقنعونهم بالأمراض ويقصروا طعامهم على المسلوق والحليب. يعرف شالوم وعبده طريق الكباريهات ويتعرفوا على الراقصة حورية (أمينة) والمغنية زوزو (زوزو لبيب) مما يدفع الزوجتين للتعرف على التمرجية، كما يتحرش والد إستر ووالد أمينة بإثنين من النساء، ويتشاجر عبده مع شالوم بسبب الأموال والسيادة والسيطرة وتصبح أيام الفقر بالنسبة لهم سعادة بعيدة المنال. يهمل الثنائي البنك وتتدهور البورصة ويفلس البنك، فيفرح شالوم وعبده بذهاب نعمة المال، ويرحبون بنعمة الفقر، ويعود شالوم كما كان بائع لوترية وعبده صبي جزار.

## طاقم التمثيل
- شالوم: في دور شالوم (بائع ورق اليانصيب)

- أحمد الحداد: في دور عبده (صبي الجزار)

- عدالات: في دور إستر (خطيبة شالوم)

- روحية فوزي: في دور أمينة (خطيبة عبده)

- محمد السلاموني: في دور سالمون (والد إستر)

- فيكتوريا فارحي: في دور في فيتوريا (والدة إستير)

- حسن صالح: في دور إبراهيم (والد أمينة)

- سعاد أحمد: في دور سنية (والدة أمينة)

- أمينة: في دور حورية (الراقصة)

- زوزو لبيب: في دور زوزو (المغنية)

بالاشتراك مع: عبده محرم - إبراهيم حشمت - محمد وافي - يوسف الرملي - فردوس - عبده يوسف.

## أبطال الفيلم
الثنائي «شالوم وعبده» هو ثنائي كوميدي سينمائي مصري ظهر في ثلاثينيات القرن العشرين ونال الثنائي شهرة كبيرة. شالوم هو ممثل يهودي اسكندري يوناني الأصل ولد عام 1900، واسمه الأصلي «ليون أنجيل»، وكان يعمل في بلدية الإسكندرية واكتشفه المخرج «توجو مزراحي» وكان أول هذه الأفلام الفيلم الصامت «الكوكايين» للمخرج توجو مزراحي وعرض في الإسكندرية عام 1930 وبعد ثلاثة أشهر عرض في القاهرة تحت عنوان «الهاوية»، وقد ظهر شالوم في 6 أفلام أشهرها «شالوم الرياضي»، و«شالوم الترجمان»، و«العز بهدلة»، و«المندوبان» وكلها من إخراج مزراحي. هجر شالوم التمثيل بعد شهرة كبيرة واختفى عن الساحة الفنية، وسافر إلى إيطاليا، حيث توفي هناك عام 1948 عن عمر يناهز 48 سنة.
ولد أحمد الحداد في 15 مايو 1912، وظهر في عدد كبير من الأفلام السينمائية مع عدد كبير من النجوم مثل «شالوم» و«فوزي الجزايرلي» و«علي الكسار»، وغيرهم، ومن أشهر افلامه «حياة أو موت» للمخرج كمال الشيخ، و«المنزل رقم 13» أيضا من إخراج كمال الشيخ، و«خفير الدرك» للمخرج مزراحي، و«سلفني 3 جنيه» أيضا من إخراج مزراحي، وتوفي في 18 يونيو 1982 عن عمر يناهز 70 سنة.

## أغاني الفيلم
الأغاني من أداء المطربة والممثلة الكوميدية المصرية زوزو لبيب وهي من مواليد الإسكندرية في 16 فبراير 1916 ويعد هذا الفيلم هو أبرز أعمالها وقدمت في الفيلم:
- يعيشك الهنا يا للى واحشنى أنا
- يا محلى الحب وحياته 

## استقبال الفيلم
كتب موقع عين المشاهير عن مظاهر الاحتفال بشم النسيم في فيلم «العز بهدلة» حيث ذكر: «قدم المخرج الشهير توجو مزراحي مشهد في فيلمه «العز بهدلة» عام 1937 والذي قام ببطولته شالوم وأحمد الحداد وزوز لبيب... ظهرت الأكلات المصرية الفرعونية الشهيرة المرتبطة بشم النسيم وهي الفسيخ والرنجة والبصل».
كتب موقع أنتيكا في 15 ديسمبر 2019: «الانطلاقة الحقيقية للثنائي ليون أنجيل (شالوم) ومزراحي جاءت مع الشخصية الكوميدية» شالوم«التي قدمها ليون... شخصية المتشرد أو الصعلوك... الإنسان البسيط والفقير ذو الحظ العاثر في الحياة، وهي لا تختلف من حيث هذه الصفات عن الشخصية التي قدمها تشارلي تشابلن في السينما العالمية أو الشخصيات التي قدمها كوميديون آخرون في السينما العربية في السنوات اللاحقة».

## روابط خارجية
- مقالات تستعمل روابط فنية بلا صلة مع ويكي بيانات
- العز بهدلة على الدهليز
- العز بهدلة على كاروهات

https://www.se7ral7ya.com/2018/12/shalom-and-his-servant-leon-angel-and-ahmed-haddad.html العز بهدلة (فيلم)
https://www.youtube.com/watch?v=wZMre_Quj3I العز بهدلة (فيلم)
https://www.youtube.com/watch?v=6D8zqA9JfZI العز بهدلة (فيلم)